# Patricia Janečková

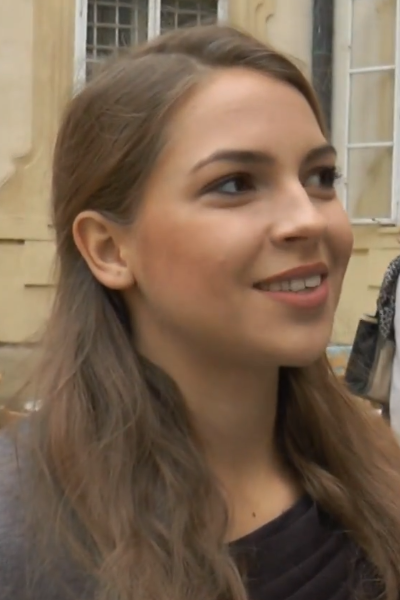
Patricia Janečková en 2017

Patricia Burda Janečková (Münchberg, 18 de junio de 1998-1 de octubre de 2023)fue una cantante de ópera soprano eslovaca nacida en Alemania y ganadora absoluta del concurso Talentmania. Vivía en Ostrava.

## Datos biográficos
Patricia Janečková nació en Münchberg, Alemania, de padres eslovacos que se mudaron a Ostrava poco después. Se dedicó al canto desde los cuatro años. Hizo su primera aparición en público en el escenario del Teatro Antonín Dvořák de Ostrava, donde cantó acompañada de la Orquesta Filarmónica Janáček de Ostrava.
Realizó su primer concierto como solista en Bratislava durante el festival Viva Musica!, en 2011, cuando tenía trece años de edad.
Fue la ganadora del espectáculo televisivo checo-eslovaco Talentmania en diciembre de 2010 y logró fama a través de las retransmisiones de las funciones operísticas del concurso realizadas por la cadena de televisión estadounidense CNN.

## Fallecimiento
El 9 de febrero de 2022 anunció en su cuenta Instagram que había sido diagnosticada con cáncer de mama y que por ello interrumpiría su carrera por tiempo indefinido. Falleció el 1 de octubre de 2023 a los 25 años, debido a la enfermedad.